# Avinguda de Jaume III

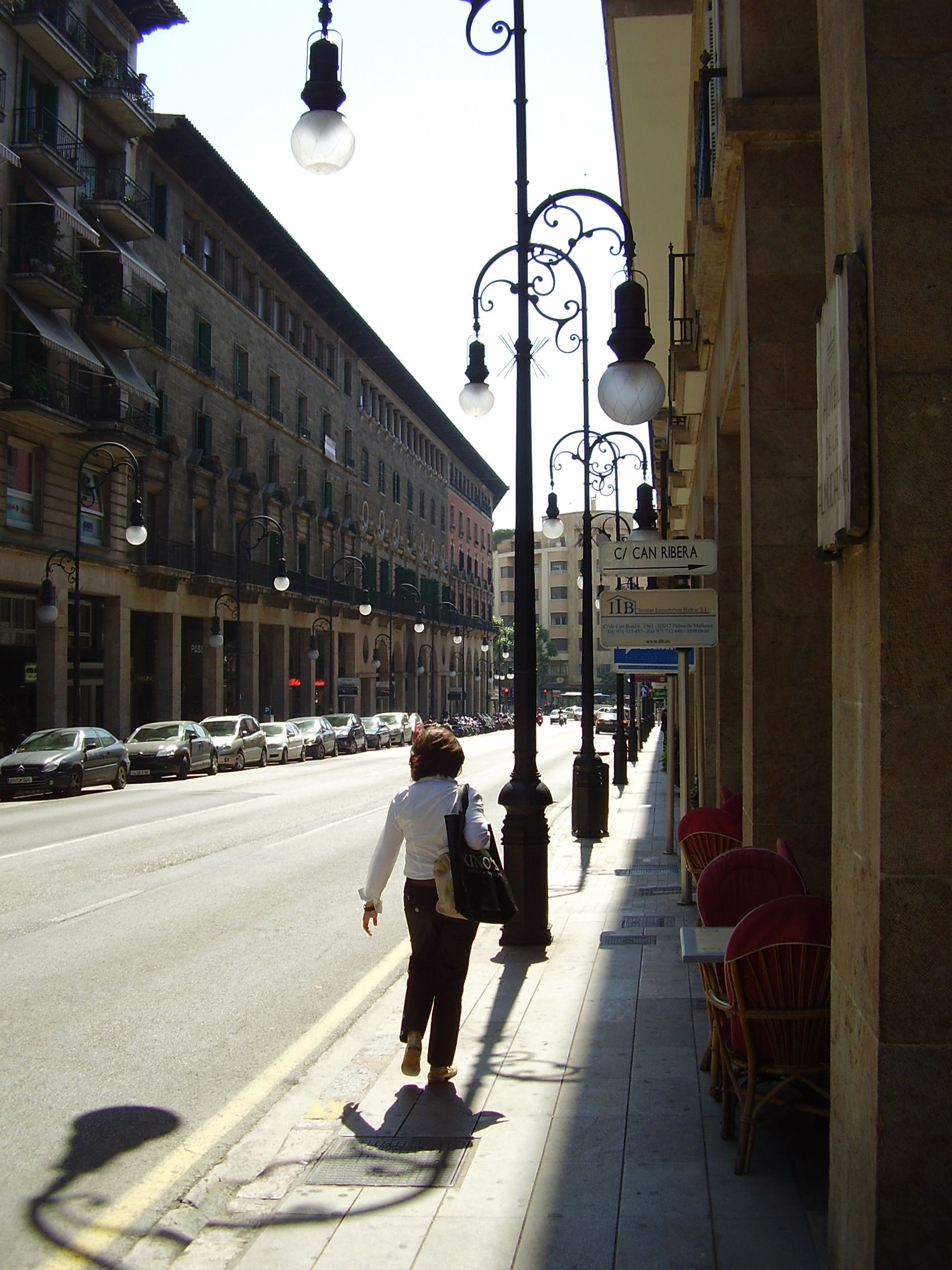
Carrer Jaume III

L'Avinguda del rei Jaume III es troba a Palma, a l'illa de Mallorca i és el resultat d'un pla d'extensió i reforma interior de Palma, Pla Alomar, dut a terme per l'arquitecte i urbanista Gabriel Alomar i Esteve (1910-1997), aprovat el 1943. Aquest Pla plantejava dotze reformes al centre històric, de les quals només se'n dugueren a terme quatre: obertures de les avingudes de Jaume III i de la Constitució, a més de les reformes de la plaça major i de la plaça de l'Olivar. És el resultat del plantejament per crear una via ampla d'enllaç entre la ciutat antiga i l'eixample de ponent. El seu traçat és rectilini i uniforme, amb arcs porticats i façanes d'estil historicista (amb elements neogòtics i regionalistes).

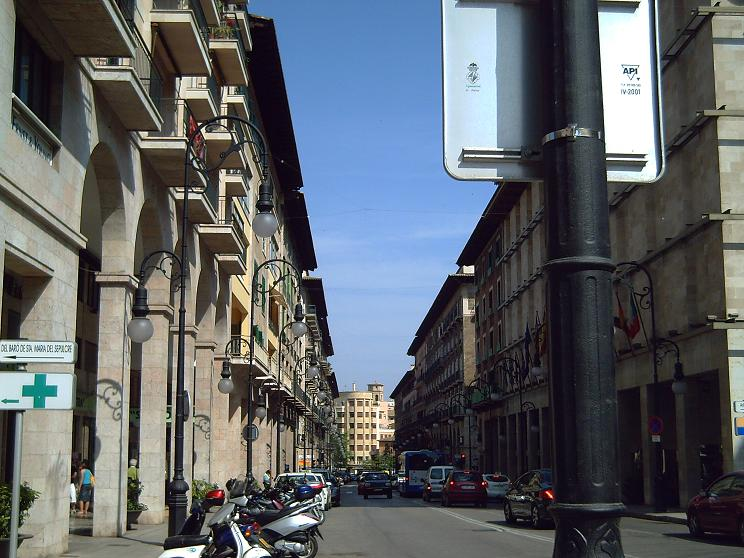
Carrer Jaume III